# Lindsey (Suffolk)
Lindsey (208 ab.) è un villaggio e parrocchia civile dell'Inghilterra, appartenente alla contea del Suffolk. La parrocchia civile comprende Lindsey Tye e Rose Green. Appare con il nome di Balesheia/Blalsega nel Domesday Book del 1086.